# Francisco Vásquez de Coronado
Francisco Vásquez de Coronado y Luján (n. 1510 - d. 22 septembrie 1554) a fost un conchistador spaniol care între anii 1540 și 1542 a explorat New Mexico de azi și alte teritorii care acum fac parte din sud-estul Statelor Unite.

## Biografie
Coronado s-a născut într-o familie din Slamanca, Spania, în 1510, ca al doilea fiu al lui Juan Vásquez de Coronado y Sosa de Ulloa și al Isabelei de Lujan. Juan Vásquez a ocupat diferite funcții administrative în Granada, recent recuperată de la mauri.

### Sosirea în Mexic
Francisco Vásquez de Coronado a vizitat pentru prima dată Mexicul în 1535 la vârstă de aproximativ 25 de ani, înconjurat de viceregele Antonio de Mendoza. În Mexic el s-a căsătorit cu Beatriz de Estrada, dintr-o familie bogată. Coronado a moștenit mari porțiuni din statul Mexican de la Beatriz și au avut opt copii.

### Pregătirea expediției
Coronado a ocupat funcția de guvernator al Regatului Noua Galiția, o nouă provincie a Spaniei, situată în nord-vestul Mexicului, corespunzător statelor Mexicane Jalisco, Sinaloa și Nayarit.
Călugărul Marcos de Niza și Estevan, primul fiind supraviețuitorul expediției lui  Pánfilo de Narváez la nord de Compostela din statul Nayarit de astăzi. Când Marcos de Niza s-a întors din expediție, povestea despre un oraș de aur, numit Cibola și că Estevan a fost ucis de locuitorii din Cibola. Cu toate că nu susținea că a intrat în Cibola, spunea că orașul este așezat pe un deal înalt și pare să fie bogat ca Mexico City.

### Expediția

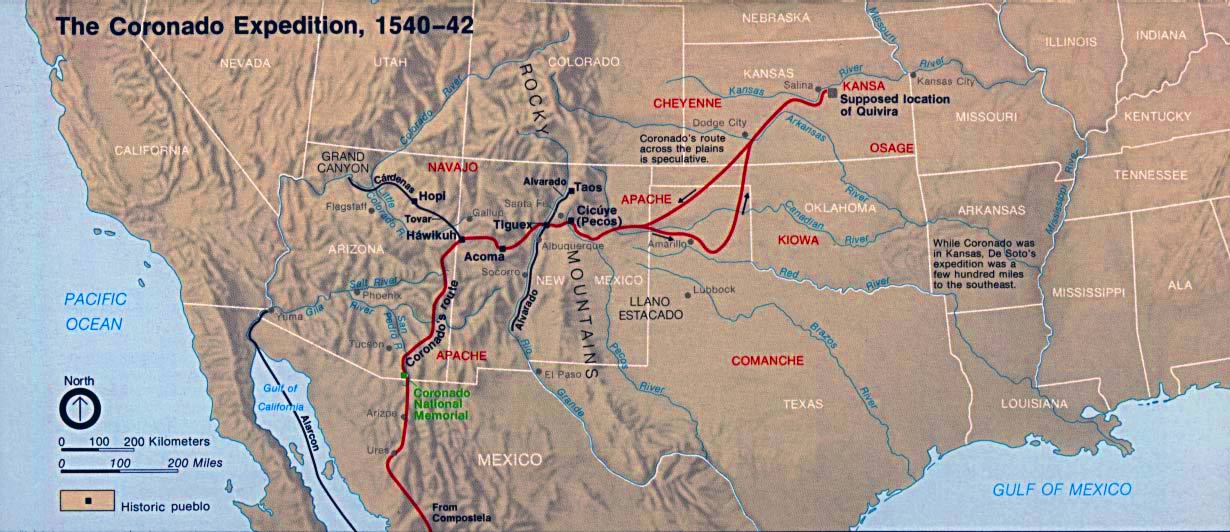
Expediția lui Coronado în perioada 1540-1542.

În 1540 împreună cu o trupă de 340 de spanioli și 300 indieni aliați și sclavi a plecat în expediție. Mergând de-a lungul coastei Mării lui Cortez a mers spre nord spre Sonora, a traversat Gila și a sosit în Cibola, în New Mexico din SUA de astăzi. Decepția lui a fost mare atunci când a văzut, că orașul de aur descris de Marcos este doar un sat al tribului zuni.